# Air Kiribati
Air Kiribati es la aerolínea de bandera de la República de Kiribati y opera servicios regulares de pasajeros a 20 atolones repartidos en una superficie de 3,5 millones de kilómetros cuadrados.
Tiene su sede en el Aeropuerto Internacional Bonriki en la isla de Tarawa, en las Islas Gilbert. La aerolínea también realiza vuelos chárter regionales, evacuación médica, así como servicios de búsqueda y rescate.

## Historia

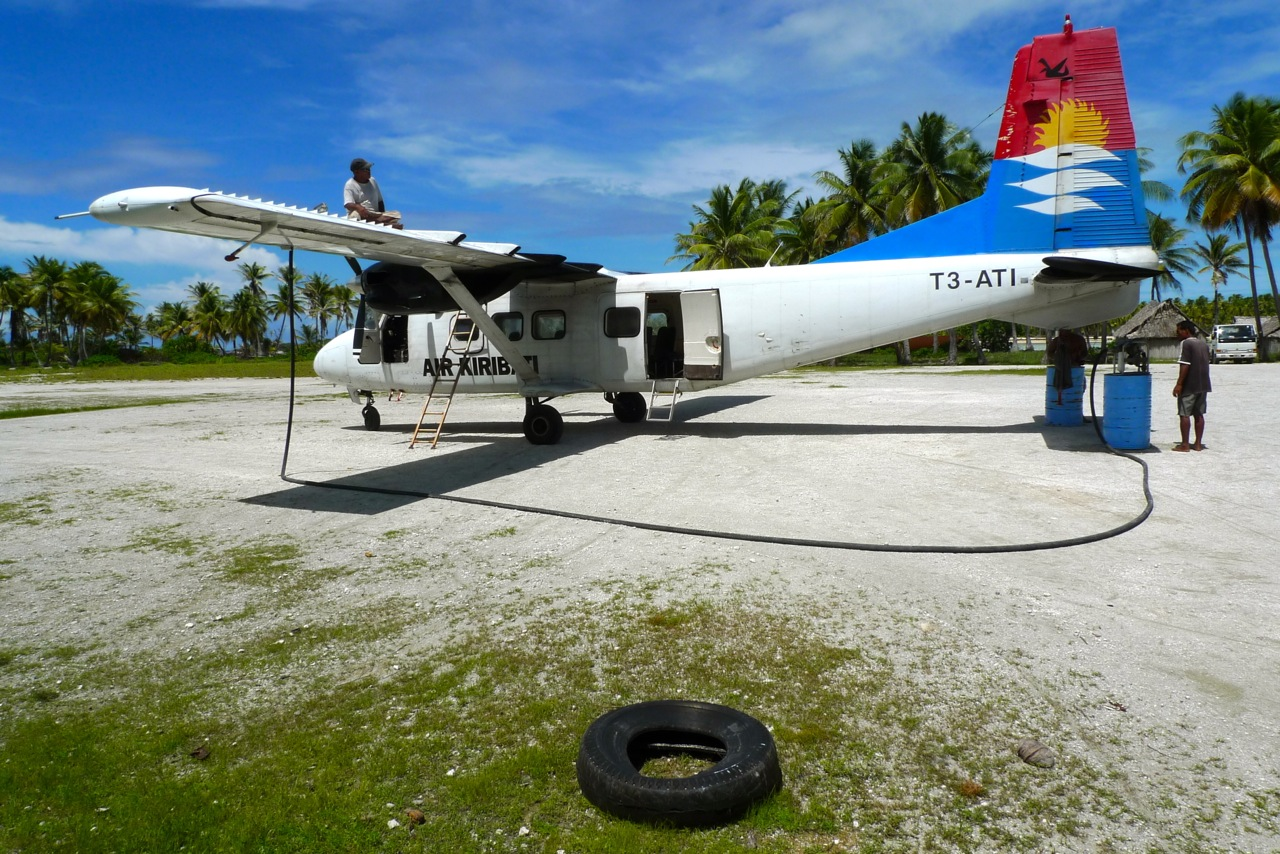
Harbin Y-12 repostando combustible en Tabiteuea (2012)

Air Kiribati se fundó como Air Tungaru en 1977. La aerolínea prestaba servicios a los 16 aeropuertos nacionales de Kiribati, así como a Honolulu y Papeete, con un Boeing 727. En 1996, Air Tungaru cesó sus operaciones y se creó Air Kiribati para prestar servicios principalmente a puntos nacionales de Kiribati con una serie de aviones regionales más pequeños. 
En 2002, entró en servicio el primer ATR 72-500 de la aerolínea, pero se retiró en 2004. En 2016, Air Kiribati también inició operaciones nacionales en las Islas de la Línea, prestando servicios a las islas Teraina (isla Washington) y Tabuaeran (isla Fanning) desde Kiritimati. En 2017, se entregó el primer De Havilland Canada Dash 8 de la aerolínea y en 2019 se entregó el primero de los dos Embraer E190-E2 a Air Kiribati.

## Destinos
Air Kiribati opera vuelos programados a los siguientes destinos nacionales:
| País     | Destinos   | Aeropuertos                          |
| -------- | ---------- | ------------------------------------ |
| Kiribati | Abaiang    | Aeropuerto de Abaiang                |
| Kiribati | Abemama    | Aeropuerto de Abemama                |
| Kiribati | Aranuka    | Aeropuerto de Aranuka                |
| Kiribati | Arorae     | Aeropuerto de Arorae                 |
| Kiribati | Beru       | Aeropuerto de Beru                   |
| Kiribati | Butaritari | Aeropuerto de Butaritari             |
| Kiribati | Kiritimati | Aeropuerto Internacional Cassidy     |
| Kiribati | Kuria      | Aeropuerto de Kuria                  |
| Kiribati | Maiana     | Aeropuerto de Maiana                 |
| Kiribati | Makin      | Aeropuerto de Makin                  |
| Kiribati | Marakei    | Aeropuerto de Marakei                |
| Kiribati | Nikunau    | Aeropuerto de Nikunau                |
| Kiribati | Nonouti    | Aeropuerto de Nonouti                |
| Kiribati | Onotoa     | Aeropuerto de Onotoa                 |
| Kiribati | Tabiteuea  | Aeropuerto de Tabiteuea Norte        |
| Kiribati | Tabiteuea  | Aeropuerto de Tabiteuea Sur          |
| Kiribati | Tabuaeran  | Aeropuerto de Tabuaeran              |
| Kiribati | Tamana     | Aeropuerto de Tamana                 |
| Kiribati | Tarawa     | Aeropuerto Internacional Bonriki HUB |
| Kiribati | Teraina    | Aeropuerto de Teraina                |

## Flota

### Flota actual
| Aeronaves                                    | En servicio | Pedidos | Pasajeros                                         | Pasajeros                                         | Pasajeros                                         | Matrículas                                        | Antigüedad                                        |
| Aeronaves                                    | En servicio | Pedidos | C                                                 | Y                                                 | Total                                             | Matrículas                                        | Antigüedad                                        |
| -------------------------------------------- | ----------- | ------- | ------------------------------------------------- | ------------------------------------------------- | ------------------------------------------------- | ------------------------------------------------- | ------------------------------------------------- |
| De Havilland Canada DHC-6 Twin Otter         | 3           | —       | —                                                 | 19                                                | 19                                                | T3-AKN                                            | 46,3 años                                         |
| De Havilland Canada DHC-6 Twin Otter         | 3           | —       | —                                                 | 19                                                | 19                                                | T3-AKR                                            | 44,2 años                                         |
| De Havilland Canada DHC-6 Twin Otter         | 3           | —       | —                                                 | 19                                                | 19                                                | T3-AKC                                            | 44 años                                           |
| De Havilland Canada Dash 8                   | 1           | —       | —                                                 | 37                                                | 37                                                | T3-AKA                                            | 30 años                                           |
| Embraer E190-E2 (alquilado a Nauru Airlines) | —           | 1       | 12                                                | 80                                                | 92                                                | VH-IKJ                                            | 4,8 años                                          |
| Viking DHC-6 Twin Otter                      | 1           | —       | —                                                 | 19                                                | 19                                                | T3-AKB                                            | 12,6 años                                         |
| Total                                        | 4           | 1       | Edad media de la flota (oct. de 2024): 30,3 años. | Edad media de la flota (oct. de 2024): 30,3 años. | Edad media de la flota (oct. de 2024): 30,3 años. | Edad media de la flota (oct. de 2024): 30,3 años. | Edad media de la flota (oct. de 2024): 30,3 años. |

### Flota histórica
| Aeronaves                       | Total | Introducido | Retirado | Matrículas                      |
| ------------------------------- | ----- | ----------- | -------- | ------------------------------- |
| ATR 72-500                      | 1     | 2002        | 2004     | T3-ATR                          |
| Boeing 727-100                  | 1     | 1981        | 1984     | T3-ATB                          |
| Boeing 737-200                  | 1     | 1991        | 1993     | T3-VAL                          |
| Britten-Norman Islander         | 1     | 1993        | 1995     | T3-ATG                          |
| Britten-Norman Trislander       | 2     | 1983        | 1994     | T3-ATD y T3-ATE                 |
| CASA C-212 Aviocar              | 1     | 1982        | 2013     | T3-ATC y T3-ATJ                 |
| De Havilland DH.114 Riley Heron | 1     | 1981        | 1984     | T3-ATA                          |
| Harbin Y-12                     | 4     | 1997        | 2018     | T3-ATI, T3-AKG, T3-ATI y T3-AKS |